# Blepisanis subdorsata
Blepisanis subdorsata är en skalbaggsart som först beskrevs av Stefan von Breuning 1961.  Blepisanis subdorsata ingår i släktet Blepisanis och familjen långhorningar.
Artens utbredningsområde är Malawi. Inga underarter finns listade.